# Tirreno-Adriatico 2017
La Tirreno-Adriatico 2017, cinquantaduesima edizione della corsa, valida come settima prova dell'UCI World Tour 2017 categoria 2.UWT, si svolse in sette tappe dall'8 al 14 marzo 2017 su un percorso di 1 030,75 km, con partenza da Lido di Camaiore, che ha ospitato la cronometro a squadre, e arrivo a San Benedetto del Tronto, sede della cronometro individuale finale. La vittoria fu appannaggio del colombiano Nairo Quintana che completò il percorso in 25h56'27", alla media di 39,728 km/h, precedendo l'australiano Rohan Dennis e il francese Thibaut Pinot.
Sul traguardo di San Benedetto del Tronto 155 ciclisti, su 176 partiti da Lido di Camaiore, portarono a termine la competizione.

## Tappe
| Tappa  | Data     | Percorso                                     | km      | Vincitore di tappa | Leader cl. generale |
| ------ | -------- | -------------------------------------------- | ------- | ------------------ | ------------------- |
| 1ª     | 8 marzo  | Lido di Camaiore (cron. a squadre)           | 22,7    | BMC Racing Team    | Damiano Caruso      |
| 2ª     | 9 marzo  | Camaiore > Pomarance                         | 229     | Geraint Thomas     | Greg Van Avermaet   |
| 3ª     | 10 marzo | Monterotondo Marittimo > Montalto di Castro  | 204     | Peter Sagan        | Rohan Dennis        |
| 4ª     | 11 marzo | Montalto di Castro > Terminillo/Campoforogna | 187     | Nairo Quintana     | Nairo Quintana      |
| 5ª     | 12 marzo | Rieti > Fermo                                | 210     | Peter Sagan        | Nairo Quintana      |
| 6ª     | 13 marzo | Ascoli Piceno > Civitanova Marche            | 168     | Fernando Gaviria   | Nairo Quintana      |
| 7ª     | 14 marzo | San Benedetto del Tronto (cron. individuale) | 10,05   | Rohan Dennis       | Nairo Quintana      |
| Totale | Totale   | Totale                                       | 1030,75 |                    |                     |

## Squadre e corridori partecipanti
| N.      | Cod. | Squadra                         |
| ------- | ---- | ------------------------------- |
| 1-8     | BMC  | BMC Racing Team                 |
| 11-18   | ALM  | AG2R La Mondiale                |
| 21-28   | AND  | Androni Giocattoli-Sidermec     |
| 31-38   | AST  | Astana Pro Team                 |
| 41-48   | TBM  | Bahrain-Merida Pro Cycling Team |
| 51-58   | BRD  | Bardiani-CSF                    |
| 61-68   | BOH  | Bora-Hansgrohe                  |
| 71-78   | CDT  | Cannondale-Drapac               |
| 81-88   | FDJ  | FDJ                             |
| 91-98   | LTS  | Lotto-Soudal                    |
| 101-108 | MOV  | Movistar Team                   |

| N.      | Cod. | Squadra              |
| ------- | ---- | -------------------- |
| 111-118 | NIP  | Nippo-Vini Fantini   |
| 121-128 | ORS  | Orica-Scott          |
| 131-138 | QST  | Quick-Step Floors    |
| 141-148 | DDD  | Team Dimension Data  |
| 151-158 | KAT  | Team Katusha-Alpecin |
| 161-168 | TLJ  | Team Lotto NL-Jumbo  |
| 171-178 | TNN  | Team Novo Nordisk    |
| 181-188 | SKY  | Team Sky             |
| 191-198 | SUN  | Team Sunweb          |
| 201-208 | TFS  | Trek-Segafredo       |
| 211-218 | UAD  | UAE Team Emirates    |

## Dettagli delle tappe

### 1ª tappa
- 8 marzo: Lido di Camaiore – Cronometro a squadre – 22,7 km

Risultati
| Pos. | Squadra           | Tempo  |
| ---- | ----------------- | ------ |
| 1    | BMC Racing Team   | 23'20" |
| 2    | Quick-Step Floors | a 17"  |
| 3    | FDJ               | a 22"  |

| Pos. | Corridore         | Squadra | Tempo  |
| ---- | ----------------- | ------- | ------ |
| 1    | Damiano Caruso    | BMC     | 23'21" |
| 2    | Rohan Dennis      | BMC     | s.t.   |
| 3    | Greg Van Avermaet | BMC     | s.t.   |

### 2ª tappa
- 9 marzo: Camaiore > Pomarance – 229 km

Risultati
| Pos. | Corridore      | Squadra | Tempo    |
| ---- | -------------- | ------- | -------- |
| 1    | Geraint Thomas | Sky     | 5h51'44" |
| 2    | Tom Dumoulin   | Sunweb  | a 9"     |
| 3    | Peter Sagan    | Bora    | s.t.     |

| Pos. | Corridore          | Squadra | Tempo    |
| ---- | ------------------ | ------- | -------- |
| 1    | Greg Van Avermaet  | BMC     | 6h15'14" |
| 2    | Rohan Dennis       | BMC     | s.t.     |
| 3    | Tejay van Garderen | BMC     | s.t.     |

### 3ª tappa
- 10 marzo: Monterotondo Marittimo > Montalto di Castro – 204 km

Risultati
| Pos. | Corridore        | Squadra | Tempo    |
| ---- | ---------------- | ------- | -------- |
| 1    | Peter Sagan      | Bora    | 4h51'59" |
| 2    | Elia Viviani     | Sky     | s.t.     |
| 3    | Jürgen Roelandts | Lotto   | s.t.     |

| Pos. | Corridore         | Squadra | Tempo     |
| ---- | ----------------- | ------- | --------- |
| 1    | Rohan Dennis      | BMC     | 11h07'13" |
| 2    | Greg Van Avermaet | BMC     | s.t.      |
| 3    | Damiano Caruso    | BMC     | s.t.      |

### 4ª tappa
- 11 marzo: Montalto di Castro > Terminillo/Campoforogna – 187 km

Risultati
| Pos. | Corridore      | Squadra  | Tempo    |
| ---- | -------------- | -------- | -------- |
| 1    | Nairo Quintana | Movistar | 5h27'22" |
| 2    | Geraint Thomas | Sky      | a 18"    |
| 3    | Adam Yates     | Orica    | a 24"    |

| Pos. | Corridore      | Squadra  | Tempo     |
| ---- | -------------- | -------- | --------- |
| 1    | Nairo Quintana | Movistar | 16h34'46" |
| 2    | Adam Yates     | Orica    | a 33"     |
| 3    | Thibaut Pinot  | FDJ      | a 56"     |

### 5ª tappa
- 12 marzo: Rieti > Fermo – 210 km

Risultati
| Pos. | Corridore     | Squadra  | Tempo    |
| ---- | ------------- | -------- | -------- |
| 1    | Peter Sagan   | Bora     | 5h00'05" |
| 2    | Thibaut Pinot | FDJ      | s.t.     |
| 3    | Primož Roglič | Lotto NL | s.t.     |

| Pos. | Corridore      | Squadra  | Tempo     |
| ---- | -------------- | -------- | --------- |
| 1    | Nairo Quintana | Movistar | 21h34'51" |
| 2    | Thibaut Pinot  | FDJ      | a 50"     |
| 3    | Rohan Dennis   | BMC      | a 1'06"   |

### 6ª tappa
- 13 marzo: Ascoli Piceno > Civitanova Marche – 168 km

Risultati
| Pos. | Corridore        | Squadra    | Tempo    |
| ---- | ---------------- | ---------- | -------- |
| 1    | Fernando Gaviria | Quick-Step | 4h09'31" |
| 2    | Peter Sagan      | Bora       | s.t.     |
| 3    | Jasper Stuyven   | Trek       | s.t.     |

| Pos. | Corridore      | Squadra  | Tempo     |
| ---- | -------------- | -------- | --------- |
| 1    | Nairo Quintana | Movistar | 25h44'28" |
| 2    | Thibaut Pinot  | FDJ      | a 50"     |
| 3    | Rohan Dennis   | BMC      | a 1'06"   |

### 7ª tappa
- 14 marzo: San Benedetto del Tronto – Cronometro individuale – 10,05 km

Risultati
| Pos. | Corridore       | Squadra  | Tempo  |
| ---- | --------------- | -------- | ------ |
| 1    | Rohan Dennis    | BMC      | 11'18" |
| 2    | Jos van Emden   | Lotto NL | a 3"   |
| 3    | Michael Hepburn | Orica    | s.t.   |

| Pos. | Corridore      | Squadra  | Tempo     |
| ---- | -------------- | -------- | --------- |
| 1    | Nairo Quintana | Movistar | 25h56'27" |
| 2    | Rohan Dennis   | BMC      | a 25"     |
| 3    | Thibaut Pinot  | FDJ      | a 36"     |

## Evoluzione delle classifiche
| Tappa              | Vincitore          | Classifica generale Maglia azzurra | Classifica a punti Maglia rossa | Classifica scalatori Maglia verde | Classifica giovani Maglia bianca | Classifica a squadre |
| ------------------ | ------------------ | ---------------------------------- | ------------------------------- | --------------------------------- | -------------------------------- | -------------------- |
| 1ª                 | BMC Racing Team    | Damiano Caruso                     | non assegnata                   | non assegnata                     | Stefan Küng                      | BMC Racing Team      |
| 2ª                 | Geraint Thomas     | Greg Van Avermaet                  | Geraint Thomas                  | Davide Ballerini                  | Bob Jungels                      | BMC Racing Team      |
| 3ª                 | Peter Sagan        | Rohan Dennis                       | Peter Sagan                     | Davide Ballerini                  | Bob Jungels                      | BMC Racing Team      |
| 4ª                 | Nairo Quintana     | Nairo Quintana                     | Mirco Maestri                   | Nairo Quintana                    | Adam Yates                       | Movistar Team        |
| 5ª                 | Peter Sagan        | Nairo Quintana                     | Peter Sagan                     | Nairo Quintana                    | Egan Bernal                      | Movistar Team        |
| 6ª                 | Fernando Gaviria   | Nairo Quintana                     | Peter Sagan                     | Davide Ballerini                  | Egan Bernal                      | Movistar Team        |
| 7ª                 | Rohan Dennis       | Nairo Quintana                     | Peter Sagan                     | Davide Ballerini                  | Bob Jungels                      | Movistar Team        |
| Classifiche finali | Classifiche finali | Nairo Quintana                     | Peter Sagan                     | Davide Ballerini                  | Bob Jungels                      | Movistar Team        |

Maglie indossate da altri ciclisti in caso di due o più maglie vinte
- Nella 4ª e 5ª tappa Davide Ballerini ha indossato la maglia verde al posto di Nairo Quintana.

## Classifiche finali

### Classifica generale - Maglia azzurra
| Pos. | Corridore            | Squadra    | Tempo     |
| ---- | -------------------- | ---------- | --------- |
| 1    | Nairo Quintana       | Movistar   | 25h56'27" |
| 2    | Rohan Dennis         | BMC        | a 25"     |
| 3    | Thibaut Pinot        | FDJ        | a 36"     |
| 4    | Primož Roglič        | Lotto NL   | a 45"     |
| 5    | Geraint Thomas       | Sky        | a 58"     |
| 6    | Tom Dumoulin         | Sunweb     | a 1'01"   |
| 7    | Jonathan Castroviejo | Movistar   | a 1'18"   |
| 8    | Rigoberto Urán       | Cannondale | a 1'36"   |
| 9    | Bauke Mollema        | Trek       | a 1'38"   |
| 10   | Domenico Pozzovivo   | AG2R       | a 1'59"   |

### Classifica a punti - Maglia rossa
| Pos. | Corridore      | Squadra  | Punti |
| ---- | -------------- | -------- | ----- |
| 1    | Peter Sagan    | Bora     | 42    |
| 2    | Mirco Maestri  | Bardiani | 40    |
| 3    | Geraint Thomas | Sky      | 32    |
| 4    | Tom Dumoulin   | Sunweb   | 19    |
| 5    | Nairo Quintana | Movistar | 17    |

### Classifica scalatori - Maglia verde
| Pos. | Corridore        | Squadra  | Punti |
| ---- | ---------------- | -------- | ----- |
| 1    | Davide Ballerini | Androni  | 18    |
| 2    | Alan Marangoni   | Nippo    | 16    |
| 3    | Nairo Quintana   | Movistar | 15    |
| 4    | Geraint Thomas   | Sky      | 11    |
| 5    | Andrey Amador    | Movistar | 5     |

### Classifica giovani - Maglia bianca
| Pos. | Corridore         | Squadra    | Punti     |
| ---- | ----------------- | ---------- | --------- |
| 1    | Bob Jungels       | Quick-Step | 25h59'20" |
| 2    | Egan Bernal       | Androni    | a 27"     |
| 3    | S. Kragh Andersen | Sunweb     | a 13'33"  |
| 4    | Alberto Bettiol   | Cannondale | a 26'24"  |
| 5    | Jasper Stuyven    | Trek       | a 27'47"  |

### Classifica a squadre
| Pos. | Squadra         | Tempo     |
| ---- | --------------- | --------- |
| 1    | Movistar Team   | 77h05'00" |
| 2    | BMC Racing Team | a 3'15"   |
| 3    | Team Sky        | a 7'41"   |
| 4    | Astana Pro Team | a 15'19"  |
| 5    | FDJ             | a 15'32"  |